# 8-Bit (studio)
8-Bit (株式会社エイトビット Kabushiki-gaisha Eito Bito) er et japansk animationsstudie. Der blev grundlagt i 2008 af tidligere Satelight medlemmer.

## Produktioner
- Shounen Maid